# 青い鳥 (COLORの曲)
「青い鳥」（あおいとり）は、COLORの7枚目のシングル。2007年11月28日にrhythm zoneから発売された。

## 概要
前作「Blue Sky」から4カ月後のシングル。「CD+DVD」「CDのみ」の2形態で発売。
DVDには表題曲「青い鳥」のミュージックビデオが収録されている。

## 収録曲
CD
1. 青い鳥
作詞：ATSUSHI、作曲：江上浩太郎
テレビ朝日系ドラマ『おいしいごはん 鎌倉・春日井米店』主題歌
2. For you〜blue tears〜
作詞：ATSUSHI、作曲：原田アツシ
テレビ朝日『オモ☆さん』番組企画ウェディングソング
3. 青い鳥〜blue breeze mix〜

DVD
1. 青い鳥 （Video Clip）